# Bukkapatnam
Bukkapatnam est une ville du district de Anantapur dans l'État de l'Andhra Pradesh en Inde.

## Géographie
La ville de Bukkapatnam se trouve pas loin du lac de Bukkapatnam, (Bukkapatnam Lake) en anglais. La ville porte le nom du même lac se situant pas loin de la ville.

## Lieux et monuments
La ville est située au nord de la ville où est né Bhagavan Sri Sathya Sai Baba, la ville qui attire de nombreux dévots du monde entier qui se retrouvent dans son âshram.